# 1187
| Calendário gregoriano                                                        | 1187 MCLXXXVII                                         |
| Ab urbe condita                                                              | 1940                                                   |
| Calendário arménio                                                           | 636 – 637                                              |
| Calendário bahá'í                                                            | -657 – -656                                            |
| Calendário budista                                                           | 1731                                                   |
| Calendário chinês                                                            | 3883 – 3884 Início a 10 de fevereiro (aproximadamente) |
| Calendário copta                                                             | 903 – 904                                              |
| Calendário etíope                                                            | 1179 – 1180                                            |
| Calendários hindus - Vikram Samvat - Calendário nacional indiano - Cáli Iuga | 1242 – 1243 1108 – 1109 4287 – 4288                    |
| Calendário Holoceno                                                          | 11187                                                  |
| Calendário islâmico                                                          | 583 – 584                                              |
| Calendário judaico                                                           | 4947 – 4948                                            |
| Calendário persa                                                             | 565 – 566                                              |
| Calendário rúnico                                                            | 1437                                                   |
| Calendário solar tailandês                                                   | 1730                                                   |

1187 (MCLXXXVII, na numeração romana) foi um ano comum do século XII do Calendário Juliano, da Era de Cristo, e a sua letra dominical foi D (53 semanas), teve início a uma quinta-feira e terminou também a uma quinta-feira.
No reino de Portugal estava em vigor a Era de César que já contava 1225 anos.
| Ano completo                        |
| ----------------------------------- |
| Ano comum com início à quinta-feira |

## Eventos
- 4 de Julho - Saladino derrota os Cruzados na Batalha de Hatim.
- 2 de Outubro - Saladino conquista Jerusalém aos Cruzados; em resposta, o Papa Gregório VIII propõe o lançamento da Terceira Cruzada.
- O Papa Gregório VIII sucede ao Papa Urbano III.
- O Papa Clemente III sucede ao Papa Gregório VIII.
- Sancho I concede foral a Viseu, Avô, Folgosinho, Bragança e Penarroias.

## Nascimentos
- Artur I, Duque da Bretanha, filho póstumo de Godofredo Plantageneta, Duque da Bretanha.
- Gonçalo de Amarante, eclesiástico e santo católico português.
- 5 de Setembro - Luís VIII de França, foi rei dos Francos de 1223 até à sua morte em 1226.

## Mortes
- 19 de Outubro - Papa Urbano III.
- 17 de Dezembro - Papa Gregório VIII.
- 4 de Julho - Reinaldo de Châtillon n. 1125 foi príncipe de Antioquia.